# آنتیاس دم‌چنگی
آنتیاس دم‌چنگی (نام علمی: Pseudanthias squamipinnis) نام یک گونه از زیرخانواده آنتیاس‌ها است.